# James Bule
James Bule (* 14. Juli 1957 in Ambae, Vanuatu) ist ein vanuatuischer Politiker, der zwischen 1998 und 2016 für die National Unity Party (NUP) sowie seit 2020 für die People’s Unity Development Party (PUDP) Mitglied im Parlament von Vanuatu ist sowie zahlreiche Ministerämter bekleidete.

## Leben
James Bule war nach dem Erwerb eines Advanced Diploma in Education im Bildungsministerium tätig und wurde bei der Parlamentswahl am 6. März 1998 für die National Unity Party (NUP) im Wahlkreis Ambae erstmals zum Mitglied im Parlament von Vanuatu gewählt und bei den darauf folgenden Wahlen am 2. Mai 2002, 6. Juli 2004, 2. September 2008 und am 30. Oktober 2012 jeweils wiedergewählt und gehörte dem Parlament von der sechsten bis zur zehnten Legislaturperiode an, die mit der Wahl am 22. Januar 2016 endete. 1998 war er Minister für Handel und Unternehmensentwicklung sowie 2001 Mitglied des Ausschusses für öffentliche Finanzen. Im ersten Kabinett von Premierminister Edward Fanua’ariki (13. April 2001 bis 29. Juli 2004) übernahm er im Dezember 2003 den Posten als Gesundheitsminister sowie im darauf folgenden dritten Kabinett von Premierminister Serge Vohor (29. Juli bis 11. Dezember 2004) Minister für Handel und Unternehmen. Danach bekleidete er im Kabinett von Premierminister Ham Lini (11. Dezember 2004 bis 22. September 2008) das Amt als Minister für Industrie, Unternehmen und Tourismus. Im Kabinett von Premierminister Joe Natuman (15. Mai 2014 bis 11. Juni 2015) fungierte er schließlich als Minister für den Klimawandel.
Nachdem er bei der Parlamentswahl am 22. Januar 2016 eine Wahlniederlage erlitten hatte und sein Parlamentsmandat verlor, wurde Bule für die People’s Unity Development Party (PUDP) bei der Wahl am 19./20. März 2020 im Wahlkreis Ambae wieder zum Mitglied des Parlaments gewählt. Daraufhin übernahm er am 20. April 2020 im Kabinett von Premierminister Bob Loughman Weibur den Posten als Minister für Tourismus, Unternehmen, Handel und Wirtschaft.